# Agriculture biodynamique
Ne doit pas être confondu avec Agriculture biologique.
L’agriculture biodynamique, également appelée biodynamie, est un système de production agricole basé sur un dogme pseudo-scientifique de l'anthroposophie posé par l'occultiste autrichien Rudolf Steiner dans une série de conférences données en 1924.
L'une de ses caractéristiques est l'emploi de préparations reposant sur des principes ésotériques, dont la prise en considération de l'influence supposée des rythmes lunaires et planétaires. Ces principes différencient l'agriculture biodynamique de l'agriculture biologique.
Malgré de nombreuses études sur cette pratique, il n'existe pas de preuve scientifique permettant d'établir une plus grande efficacité de ce système de production par rapport à l'agriculture biologique.

## Histoire

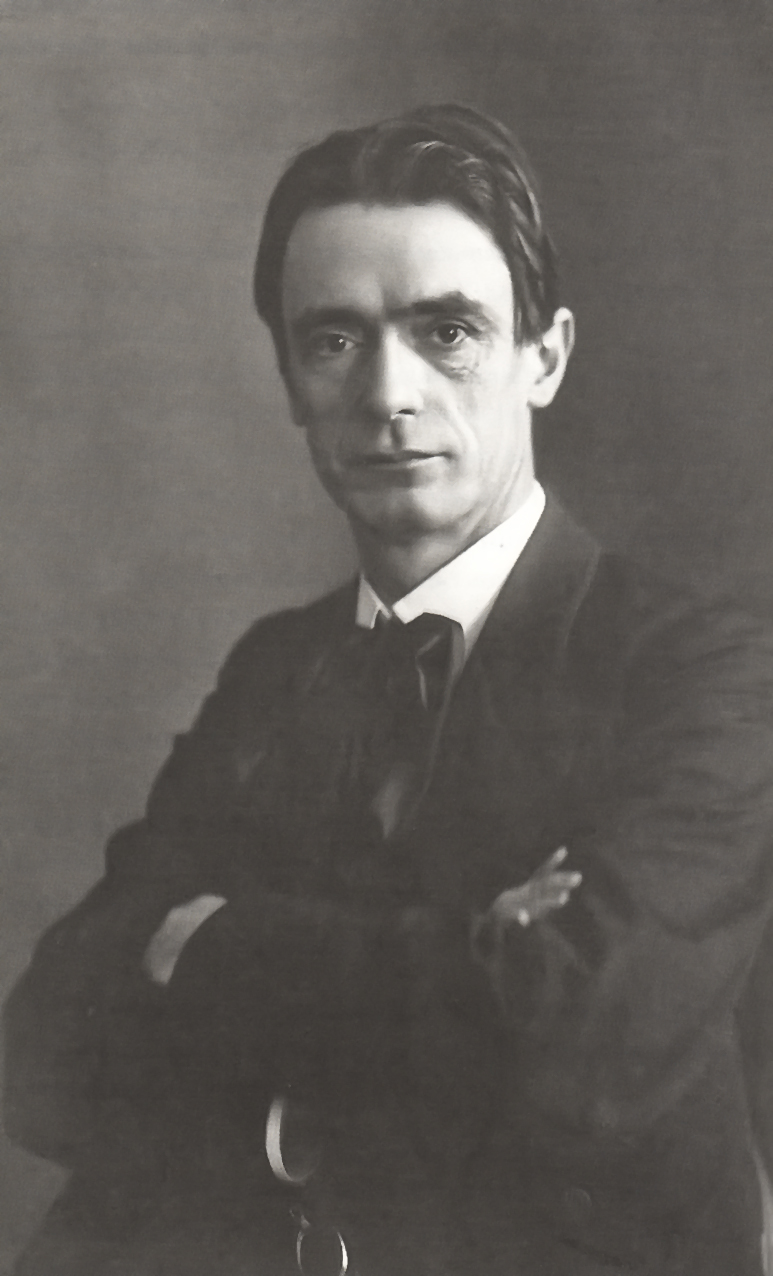
Rudolf Steiner, polygraphe et occultiste fondateur de l'anthroposophie dont est issue l'agriculture biodynamique.

### «Cours aux agriculteurs»
L'agriculture biodynamique trouve son origine dans une série de huit conférences, connues sous le nom de « Cours aux agriculteurs », données par l'occultiste et anthroposophe Rudolf Steiner du 7 au 16 juin 1924 sur le domaine du comte Karl von Keyserlingk à Kobierzyce, près de Wrocław en Silésie (dans la Pologne actuelle), devant 111 participants proches de Steiner, dont un tiers étaient liés à l'agriculture.
Ce Cours aux agriculteurs est une réponse de Rudolf Steiner aux questions portant sur l'évolution des pratiques agricoles au début du XXe siècle, notamment avec l'arrivée des engrais chimiques et les prémisses de l'agriculture industrielle. Ernst Stegemann constatait des signes de dégénérescence sur les semences[réf. nécessaire]. Le comte Karl von Keyserlingk amena une réflexion sur les questions sociales impliquant l'agriculture et l'alimentation. Enfin, des exploitants agricoles comme Erhard Bartsch (de) cherchaient de nouvelles voies de production,. Le Cours aux agriculteurs a lieu également peu de temps après la crise du phylloxéra qui décima le vignoble européen.
Le Cours aux agriculteurs, rédigé à partir de notes prises en sténographie, n'est pas un manuel d'agriculture rédigé et complet. À ce titre, Steiner prévient que « le contenu de ces publications était destiné à la communication orale, non à l'impression […] il faudra seulement s'accommoder du fait que dans ces sténogrammes, que je n'ai pas revus, il se trouve des erreurs »,.
Dans son Cours aux agriculteurs de 1924, Rudolf Steiner n'utilise pas le mot « biodynamie » et ne l'a jamais employé. Le recueil de conférences porte initialement le titre de « Fertilisation biologique ». Vers 1930, il devient « Agriculture biologique et dynamique », du grec dynamis (la force), car l'agriculteur doit comprendre et travailler avec les « forces » dont l'expression équilibrée permettrait, selon l'anthroposophie, la croissance saine des végétaux et des animaux. L'expression devint rapidement « agriculture biodynamique »[pas clair]. Durant les premières années, le contenu du Cours aux agriculteurs ne circula que dans les cercles anthroposophiques sous forme de copies privées et numérotées, avec la mention « pour usage personnel seulement ». Ce n'est qu'en 1963 que les conférences sont publiées pour la première fois.

### Après le Cours aux agriculteurs: 1924-1940

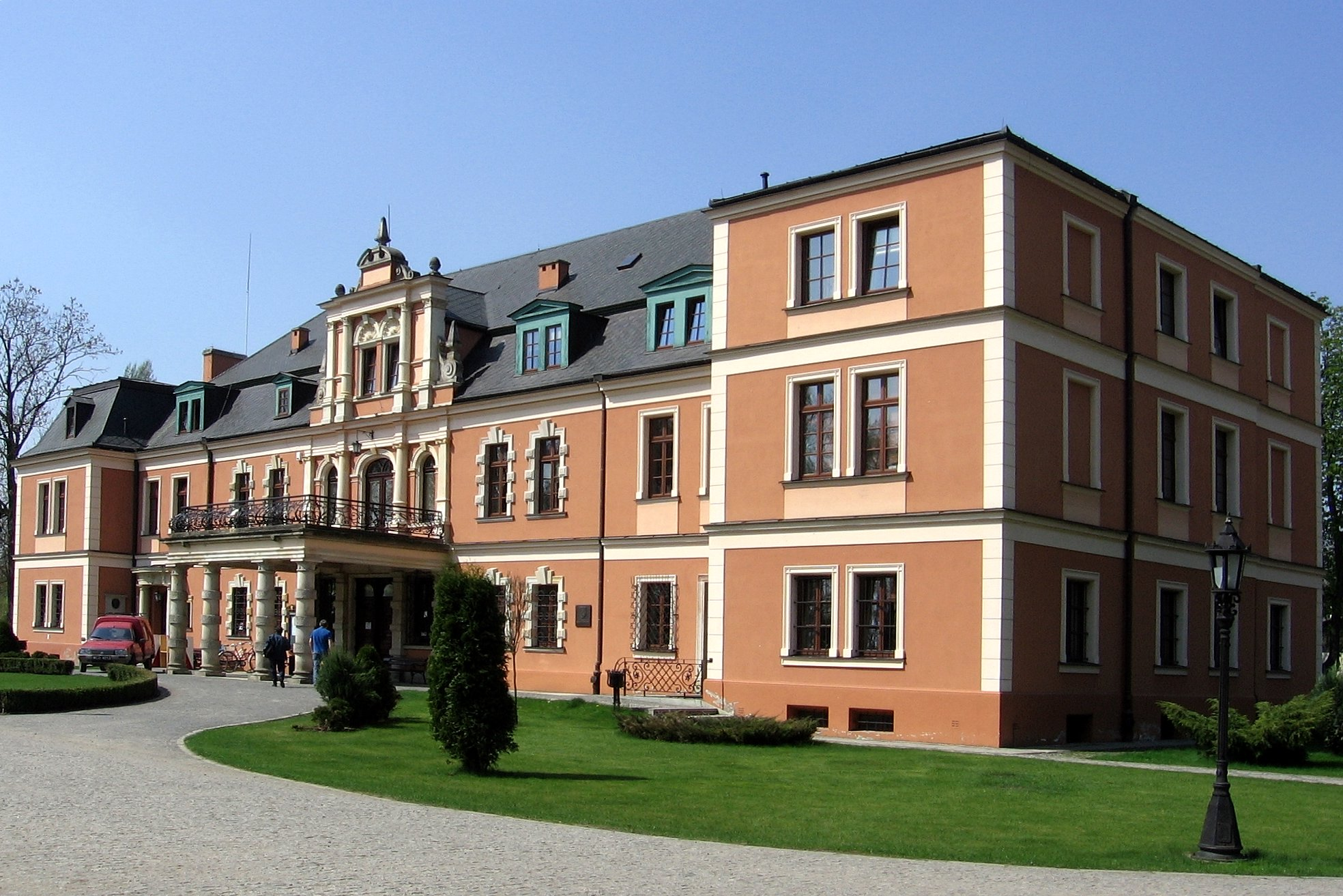
Château de Koberwitz (Pologne) où s'est tenu le Cours aux Agriculteurs de Rudolf Steiner.

Avant la fin du Cours aux agriculteurs, un Cercle d'expérimentation des agriculteurs anthroposophiques est créé sous la présidence du Comte Keyserlingk, qui en confie dès 1926 la responsabilité à Erhard Bartsch (de). Ce dernier dirige le mouvement jusqu'à son interdiction et dissolution par les nazis en 1941. En 1933, le Cercle d'expérimentation change de nom pour Fédération du Reich pour la production biodynamique (Reichsverband für biologisch-dynamische Wirtschaftsweise). Bartsch est aussi le gérant de l'association (syndicat agricole) Demeter, créée en 1927, éditeur des Cahiers d'information du Cercle et du mensuel Demeter,. En 1931, l'association compte 250 membres en Allemagne, 109 en Suisse, 104 dans les autres pays européens et 24 hors Europe, sur quatre continents. Les plus anciennes exploitations en biodynamie sont le Wurzerhof en Autriche et le domaine de Marienhöhe (de) en Allemagne,.
Parallèlement, après la mort de Rudolf Steiner en 1925, Ehrenfried Pfeiffer commence à travailler au sein d'un laboratoire de recherche de la Section des Sciences Naturelles au Goetheanum à Dornach (Suisse). Il dirige également l'exploitation expérimentale en biodynamie de Loverendale à Dombourg aux Pays-Bas. Cette exploitation avait pour objectif de réaliser des essais en biodynamie. En effet, le travail d'expérimentation et de mise en pratique de la biodynamie était une entreprise internationale coordonnée par Pfeiffer et la Section des Sciences Naturelles au Goethéanum. Le résultat des travaux de Pfeiffer est publié en 1938 dans son ouvrage le plus influent intitulé La Fécondité de la Terre, paru simultanément en cinq langues (anglais, allemand, français, italien et hollandais). C'est le premier livre qui présente l'agriculture biodynamique à un large public, alors que le Cours aux agriculteurs est encore gardé secret par les anthroposophes,,. En 1939, quelques mois avant le début de la Seconde Guerre mondiale, Pfeiffer organise le premier congrès d'agriculture biodynamique, connu sous le nom de « Betteshanger Summer School and Conference » (Université d'été de Betteshanger) dans le Kent. La conférence de Betteshanger est considérée comme le « chaînon manquant » entre l'agriculture biodynamique et l'agriculture biologique puisque l'année suivante (1940), elle accueille Lord Northbourne qui a ensuite inventé et utilisé le terme d'« organic farming » (qui sera traduite en français par agriculture biologique) à partir du concept biodynamique de « ferme en tant qu'organisme ». En 1940, Lord Northbourne publie l'ouvrage Look to the Land, qui suscite de nombreuses discussions sur l'agriculture biologique.

### Développement géographique après 1940
| Pays       | Hectares |
| ---------- | -------- |
| Allemagne  | 84 426   |
| Australie  | 49 797   |
| France     | 14 629   |
| Italie     | 10 781   |
| Inde       | 9 303    |
| États-Unis | 9 001    |
| Pays-Bas   | 8 681    |
| Espagne    | 7 743    |
| Autriche   | 7 164    |
| Hongrie    | 6 371    |
| Suisse     | 5 070    |

Durant la période précédant la Seconde Guerre mondiale, la biodynamie se développe essentiellement dans les états de l'est de l'Allemagne. On compte moins de cent exploitations à la fin des années 1920, et les estimations vont de 200 à 2 000 pour les années 1930. Après la guerre, la biodynamie reprend son essor, d’abord dans les pays germaniques, puis aux États-Unis avec la venue de Pfeiffer, ainsi qu'aux Pays-Bas et dans de nombreux autres pays.
En 1946, Ehrenfried Pfeiffer, qui a émigré aux États-Unis pendant la guerre, fonde un institut de recherche à Threefold Farm, Spring Valley, dans l'état de New-York, et met au point un procédé novateur de compostage des déchets urbains et industriels. Pfeiffer est le pionnier de l'agriculture biodynamique aux États-Unis. En Australie, c'est l'Allemand Alex Podolinsky, qui émigre en 1947 et développe la méthode biodynamique sur de très grandes surfaces. L'Australie est devenu aujourd'hui le second pays utilisateur de la méthode avec près de 50 000 ha en culture biodynamique.
À partir de 1960 en Europe, l'Allemande Maria Thun contribue au développement de la biodynamie avec une approche centrée sur l'utilisation des rythmes lunaires et planétaires. Sur la base de ses propres recherches, elle édite les premiers « Calendrier des Semis ». Ces calendriers se basent sur d'autres rythmes que ceux mis en avant par Rudolf Steiner dans le Cours aux agriculteurs, notamment le rythme sidéral de la Lune.
Dans les années 1970-80 : le développement de l’agriculture biodynamique s’accélère surtout dans les pays germaniques et nordiques, ainsi qu’en Inde, Australie et Nouvelle-Zélande[réf. nécessaire].
En France, le mouvement se développe sous l'impulsion de Claude Monziès, Xavier Florin, François Bouchet, Nicolas Joly, Pierre Masson ou encore Jacques Mell. L'Association française de culture biodynamique est créée en 1958, le Syndicat d'agriculture biodynamique en 1973 et le Mouvement de culture biodynamique en 1975. Toujours en France, l'association Demeter et la marque homonyme, qui certifient les produits issus de l'agriculture biodynamique, voient le jour en 1979. En 2019, Demeter certifie ainsi 400 exploitations dans l'hexagone, dont les deux tiers en viticulture. Dans le domaine de la viticulture biodynamique, un second label — Biodyvin — voit le jour en France en 1998, issu d'une association viticole, le Syndicat international des vignerons en culture biodynamique. Le label interdit au cours de la vinification l'ajout de levures, d'enzymes et de tanins. Par contre, les sulfites sont autorisés, ainsi que le recours à la filtration du vin grâce à différents types de colles animales (albumine, caséine), végétales (protéines de pois ou de blé) ou minérales (bentonite).
Pierre Rabhi s'est inspiré de la biodynamie au début de son activité agricole dans les années 1960.

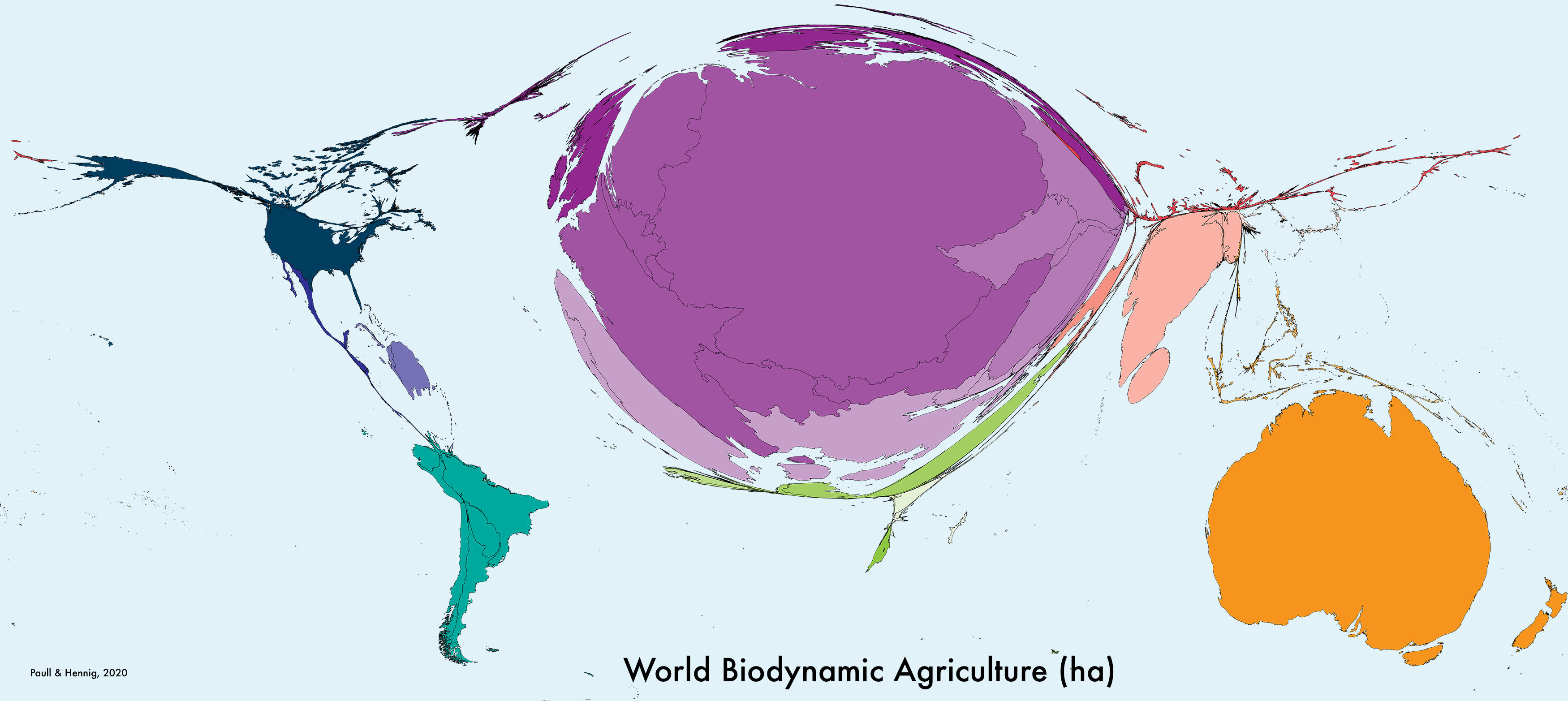
Cartographie mondiale de la biodynamie (projection de Peters) en 2020 (par John Paull).

En 2020, onze pays produisent sur plus de 5 000 hectares en agriculture biodynamique. La France occupe le 3e rang mondial dans ce classement.

## Nature et spécificités de l'agriculture biodynamique
La biodynamie s'adresse à tous les domaines de l'activité agricole tels que le maraîchage et la production de semences, la polyculture-élevage, l'apiculture, la viticulture, ainsi que le jardinage. Elle se fonde sur une vision du monde (paradigme) spiritualiste : l'anthroposophie. « Elle est généralement perçue comme une recherche d’équilibre entre le système de production et son environnement global pris comme la Terre au sens large ». En pratique, l'agriculture biodynamique se distingue de l'agriculture biologique par l'usage de « préparations » spécifiques pour le sol, les plantes et le compost, par la notion d'exploitation identifiée à un organisme vivant ayant une individualité, ainsi que par la prise en considération de l'influence supposée des rythmes lunaires et planétaires.

### Paradigme
Les principes et les pratiques de la biodynamie trouvent leur justification dans la vision anthroposophique de la nature développée par Rudolf Steiner. Cette approche ésotérique considère que les phénomènes naturels, donc le développement des minéraux, du sol, des plantes et des animaux, ne sont pas seulement le produit des phénomènes physiques ou biologiques, mais sont également influencés par des forces suprasensibles de nature « vivante » (éthérique), « psychiques » (astrales) et « spirituelles » (forces du Moi), ou encore de « forces cosmiques » et de « forces terrestres ». La biodynamie se fonde par conséquent sur une vision organiciste et idéaliste de la nature, qui se trouve en opposition avec le réductionnisme et le matérialisme scientifique.
Dans ce sens, la biodynamie est considérée par une partie de la communauté scientifique comme une pseudo-science, car elle relève de l'occultisme et de la pensée magique, elle relèverait d'une « science extraordinaire » (dans le sens de Thomas Samuel Kuhn, La Structure des révolutions scientifiques) en mobilisant notamment des savoirs basées sur l'observation, l'intuition et l'émotion, et en faisant appel à la pensée analogique. Les savoirs des biodynamistes questionnent selon eux les fondements de la science normale et de l'agronomie,. Pour les sociologues qui travaillent sur le sujet,.
Andrew C. Lorand définit ainsi les cinq principes ontologiques du paradigme de l'agriculture biodynamique :
1. La Terre est un être vivant au sein d'un univers vivant caractérisé par une matrice physique-spirituelle.
2. Les substances sont les vecteurs des forces qui créent le vivant.
3. Les rythmes cosmiques influencent directement la vie sur Terre.
4. Les animaux et les êtres humains se sont émancipés des rythmes cosmiques.
5. La ferme est une individualité vivante, dynamique et spirituelle (perspective spirituelle)[26].

Si l'agriculture biodynamique est issue de la pensée anthroposophique de Steiner, et s'est développée au début essentiellement par des agriculteurs proches de la pensée de Steiner, les agriculteurs qui la pratiquent aujourd'hui se revendiquent davantage du pragmatisme que de l'idéalisme, comme le montre Jean Foyer dans une étude sur la viticulture biodynamique : « Dans une large mesure donc, il faut éviter l’erreur d’assimiler anthroposophie et biodynamie appliquée [...]. En termes d’identité et de savoirs, disons que la plupart des viticulteurs biodynamistes sont vignerons avant d’être biodynamistes, et biodynamistes bien avant d’être anthroposophes ».

### Concept d'organisme ou d'individualité agricole

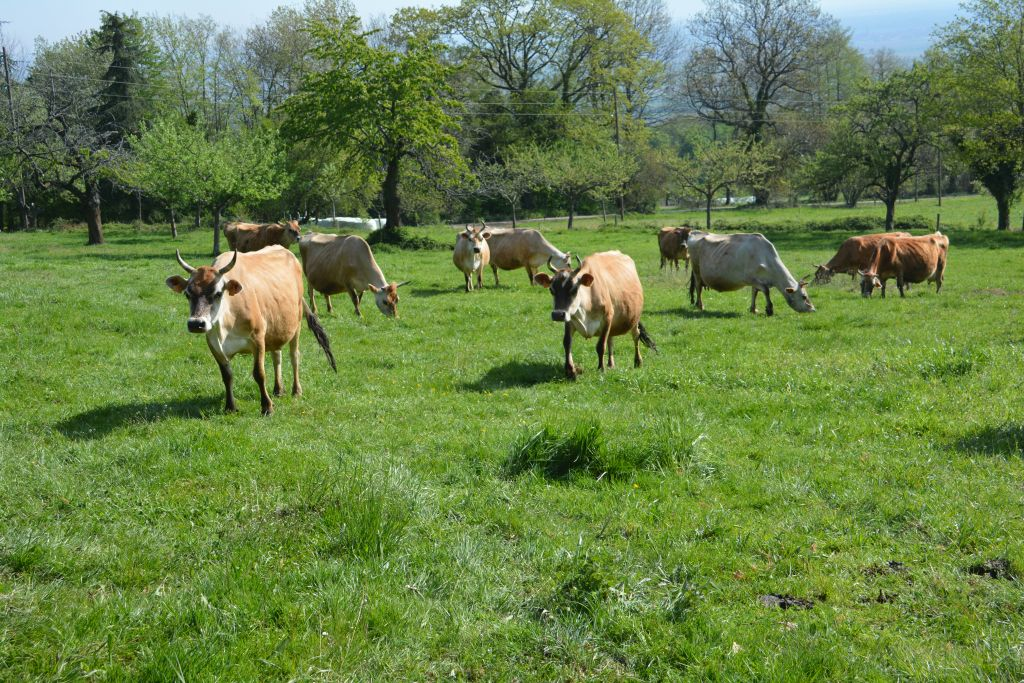
L'organisme agricole en biodynamie met en valeur les interactions entre les productions végétales et animales.

Un des concepts clés de l'agriculture biodynamique consiste à voir l'exploitation comme un organisme ou une individualité agricole autonome. « Partant du principe que, tel un individu, chaque domaine a son caractère et sa personnalité spécifiques, [la biodynamie] porte une attention spéciale aussi bien à la recherche de symbioses entre sol, végétaux, animaux et êtres humains qu'aux perspectives sociales et à l'intégration de l'exploitation dans le tissu écologique, économique et culturel de son environnement ».
Idéalement, le domaine agricole doit être en mesure de produire toutes les ressources dont il a besoin, qu'il s'agisse de la fertilité des sols ou de l'alimentation animale. Cette autonomie est recherchée par une diversité des ateliers mis en place, associant notamment les productions végétales avec les productions animales. Cette diversité s'étend à la sphère sociale, où la présence des hommes (agriculteurs, mais aussi consommateurs et visiteurs) participe à l'équilibre et la santé de l'écosystème.

### Concepts de «forces cosmiques» et de «forces terrestres»
Bien qu'elle partage certaines méthodes avec l'agriculture biologique, la biodynamie s'en éloigne drastiquement par sa dimension résolument occulte. La plus profonde divergence entre l'agriculture biologique et la biodynamie réside dans l'idée de « dynamiser » les sols et autres matières grâce à des « forces cosmiques ».
Steiner introduit ces concepts de « forces cosmiques » et de « forces terrestres » — qui n'ont, telles qu'il les conçoit, pas de rapport avec le phénomène de la force gravitationnelle — alors que ceux-ci ne sont pas employés par les scientifiques spécialisés dans l'astronomie et ne font référence à aucun phénomène connu. Sans aucun fondement ou élément de preuve, il affirme donc l'existence de ces « forces » et considère qu'elles sont émises par la Terre et le cosmos et qu'elles sont à l'origine de divers phénomènes comme le développement et de la croissance des cultures agricoles, la formation de l'humus, la présence de parasites et des mauvaises herbes, etc..
Suivant ces concepts, Steiner affirme que la chaux et l'azote sont des vecteurs des « forces terrestres » et que la silice, le soufre, le phosphore et les éléments traces métalliques sont des vecteurs des « forces cosmiques ». Afin d'influencer les phénomènes biologiques observés dans les cultures, il enseigne comment ces « forces » peuvent être capturées, stoppées ou retardées. Ce contrôle des « forces cosmiques » repose sur l'utilisation de « préparations » et sur le travail du sol en fonction des constellations ou des mouvements des planètes, selon des considérations se rapprochant de l'astrologie.

### Utilisation de préparations spécifiques

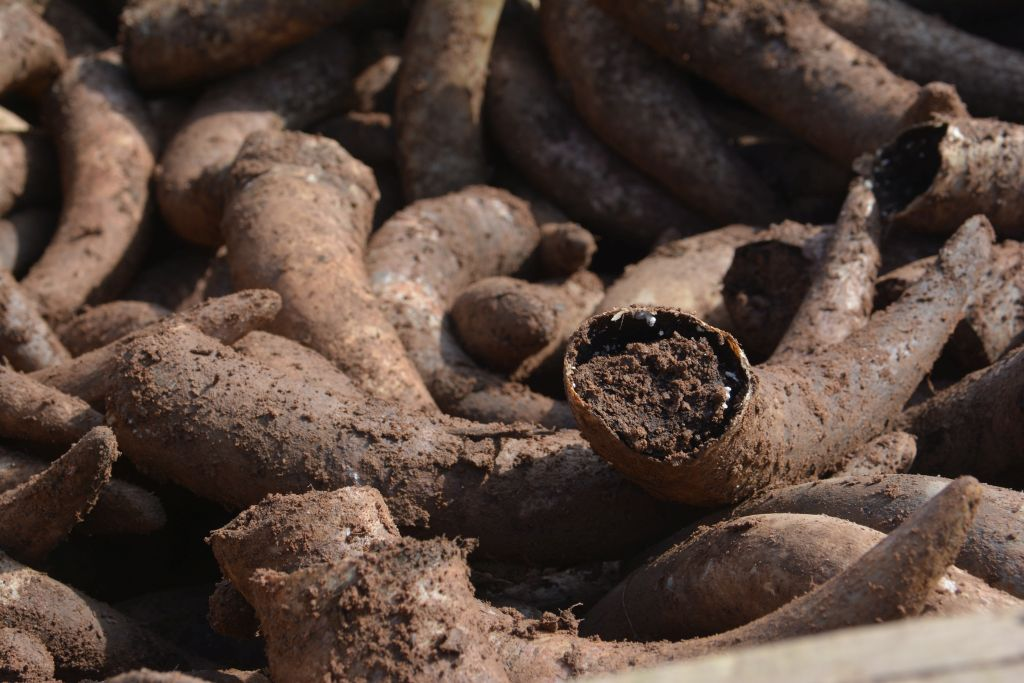
La préparation bouse de corne.

Lorsque Steiner présente les bases du mode de production biodynamique dans les 4e et 5e conférences de son Cours aux agriculteurs, il expose huit préparations « destinées à améliorer la qualité de la fertilisation et à agir sur divers processus essentiels dans la nature, notamment des éléments qu'il juge clefs pour l'agriculture, tels que silice, calcium, potasse, phosphore, sodium, azote, hydrogène, oxygène, carbone et souffre. Ces préparations sont pulvérisées sur le sol ou sur les cultures, ou encore employées dans l'élaboration du compost ».
Il existe deux types de préparations biodynamiques : des préparations destinées à réguler le développement des sols et des cultures (préparation de « bouse de corne » et de « silice de corne »), et des préparations destinées à favoriser les processus de compostages des matières organiques. Ces dernières sont réalisées à partir de plantes médicinales généralement associées à des organes animaux (vessie, mésentère, intestin et crâne d'animal domestique).
Les préparations biodynamiques sont autorisées dans le Règlement de l'Union européenne no 834/2007 du Conseil de l'Union européenne qui définit les objectifs, principes et règles applicables à l'agriculture biologique.

#### Préparations pour le sol et les cultures
- La préparation 500, appelée « bouse de corne », est obtenue à partir de bouse de vache qui séjourne pendant les six mois d'hiver dans des cornes de vaches, elles-mêmes enfouies dans le sol. Au printemps, les cornes sont déterrées et leur contenu est soit stocké pour une utilisation ultérieure, soit « dynamisé » dans l'eau pendant une heure puis pulvérisé sur le sol en fin de journée.
- La préparation 501, appelée « silice de corne », est obtenue par le même procédé à partir de quartz broyé, séjourne pendant les six mois d'été dans des cornes de vaches enfouies dans le sol. Après sortie de terre à l'automne, la préparation est extraite de la corne puis stockée pour une utilisation ultérieure, ou bien « dynamisée » dans l'eau pendant une heure et pulvérisée sur les cultures au lever du jour.

À titre d'exemple, les doses recommandées pour traiter un hectare de cultures sont en moyenne de 100 g/ha pour la « bouse de corne » et 2 à 4 g/ha pour la « silice de corne », dilué dans 25 à 35 L d'eau tiède. La dynamisation à proprement parler consiste en un brassage vigoureux du mélange eau, plus préparation pendant une heure. Dans la pratique, la dynamisation de la « bouse de corne » et de la « silice de corne » s'effectue soit à la main, soit à l'aide de systèmes de brassage mécanique. 

Le compostage en tas avec l'apport de préparations spécifiques est une pratique indispensable pour les biodynamistes.

#### Préparations pour le compost
- La préparation 502 est obtenue en remplissant une vessie de cerf de fleurs d'achillée millefeuille[31],[32]. La vessie est suspendue et exposée au soleil pendant un été, décrochée à l'automne, puis enterrée tout l'hiver jusqu'au printemps[32]. La substance obtenue est intégrée au compost ou au fumier[32]. Elle jouerait un rôle particulier dans la mobilité du soufre et de la potasse[réf. nécessaire].
- La préparation 503 est obtenue en remplissant de l'intestin de bovin de fleurs de matricaire camomille[31],[32]. Les saucisses obtenues sont enterrées tout l'hiver jusqu'au printemps[32]. Elle serait liée au métabolisme du calcium et régulariserait les processus de l'azote[réf. nécessaire].
- La préparation 504 est obtenue en enterrant une année entière[32] des orties dioïques[31],[32]. En rapport avec l'azote et le fer, elle renforcerait l'influence des deux premières préparations en donnant au compost et au sol une « sensibilité » et favoriserait une bonne humification[réf. nécessaire].
- La préparation 505 est obtenue en remplissant le crâne nettoyé de sa chair[33] d'un animal domestique avec de l'écorce hachée de chêne rouvre[31],[32]. Le crâne est ensuite enterré dès l'automne durant tout l'hiver[32]. Pour les biodynamistes, cette préparation aurait un rapport avec le calcium et régulerait les maladies des plantes dues à des phénomènes de prolifération, d'exubérance.
- La préparation 506 est obtenue en remplissant un mésentère[33] de bovidé[31],[32] de fleurs de pissenlit. Après avoir été exposée au soleil d'été, la préparation est enterrée pendant l'hiver, puis déterrée le printemps suivant[32]. Elle jouerait notamment un rôle au niveau de l'acide silicique[réf. nécessaire].
- La préparation 507 est obtenue en pressant des fleurs de valériane officinale[31],[32] et faisant macérer l'extrait obtenue pendant deux semaines[32]. Cette préparation aiderait à la mobilité du phosphore dans les sols[réf. nécessaire].

D'après Pierre Masson, deux grammes de chacune de ces six préparations suffisent pour des volumes allant jusqu'à 10 m3 de matière à composter, soit environ 1 mg pour 10 kg (dilution à 0,000 01 %). Il s'agit donc d'une dose homéopathique (entre 3 et 4 CH), bien que le procédé soit différent.
Dans la cinquième conférence du Cours aux Agriculteurs, Steiner décrit les préparations du compost et précise : « ce qui importe ici, ce n'est pas seulement de lui incorporer les substances dont nous croyons qu'il les lui faut pour les introduire dans les plantes, ce qui importe, c'est de lui apporter des forces vivantes ».

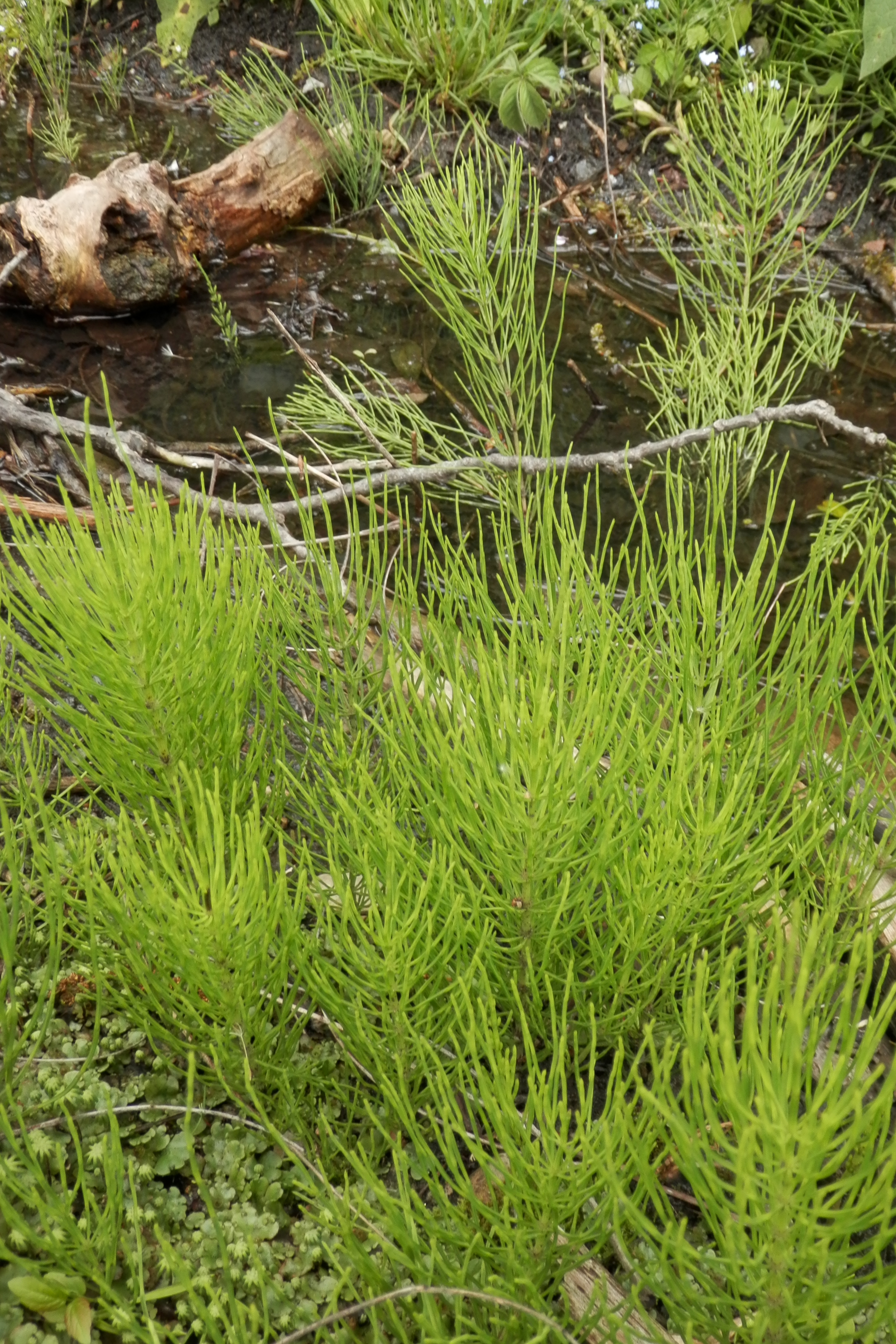
La prêle des champs Equisetum arvense est utilisée en biodynamie

### Travail avec les rythmes lunaires, planétaires et zodiacaux

Taille et vendange en fonction des phases lunaires et des planètes
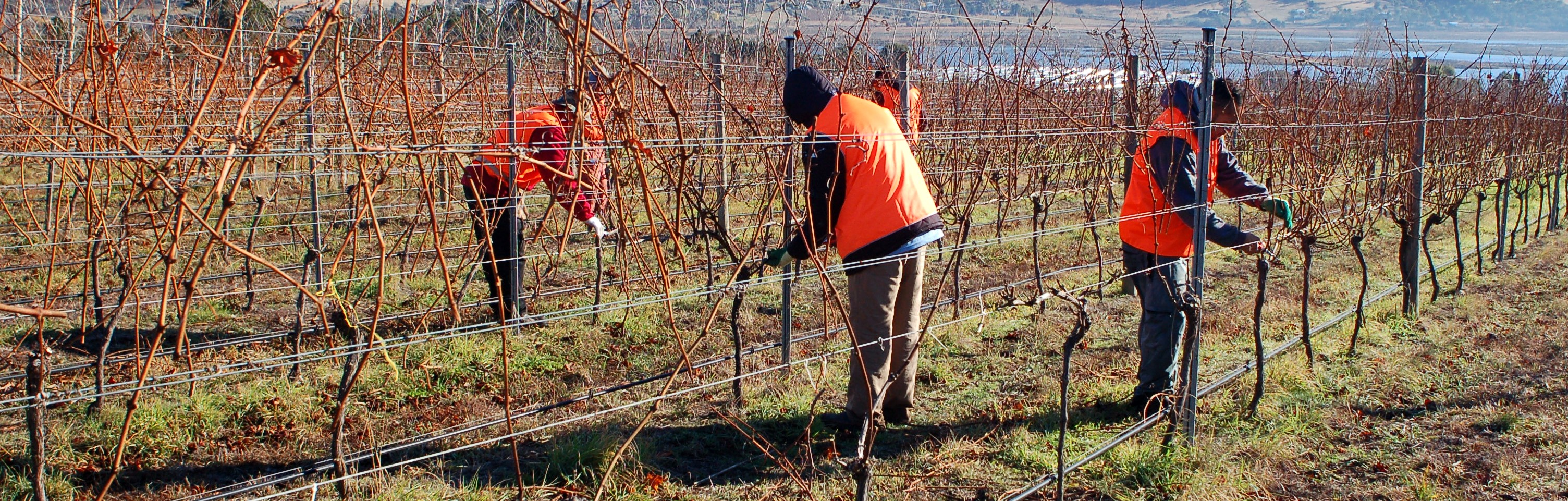
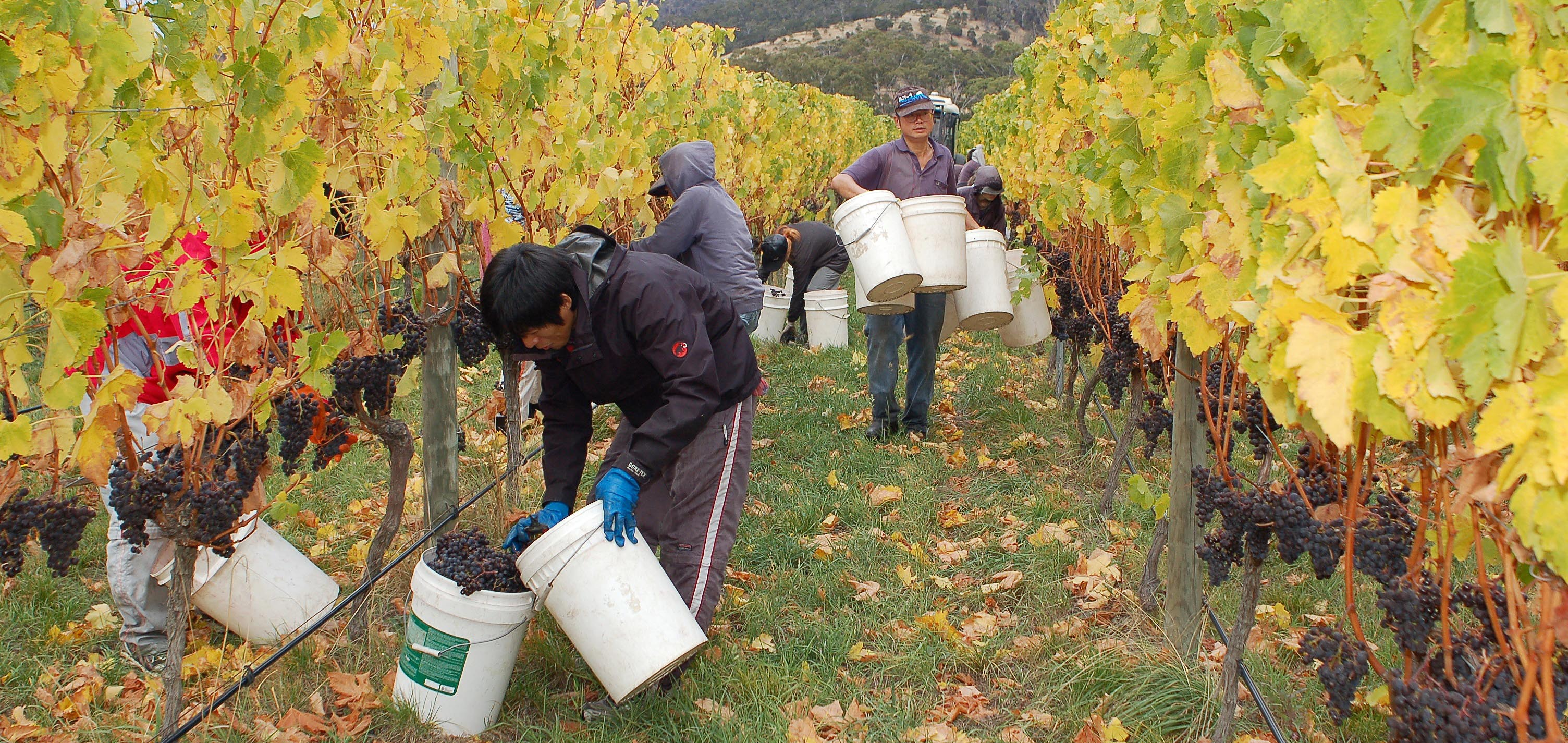

Influence prétendue des constellations zodiacales sur l'organe correspondant de la plante.

L'influence de la Lune sur la croissance des plantes est une croyance ancienne et répandue. L'affirmation d'une telle influence est d'emblée infondée, ses promoteurs n'ayant jamais apporté le moindre élément de preuve pour l'étayer. Cette influence n'a pas non plus été observée a posteriori lors des travaux de recherche sur ce sujet. Il n'y a ainsi aucune preuve d'une quelconque relation entre les phases lunaires ou les phénomènes physiques lunaires (force gravitationnelle, éclairement, champ magnétique, polarisation de la lumière) d'une part et la physiologie végétale (en particulier mouvements des sèves et germination) d'autre part, pouvant justifier des pratiques agricoles conditionnées par la Lune,. Elle est malgré cela très présente en biodynamie, re-théorisée et incorporée dans l'anthroposophie par Steiner.
Pour compléter les recommandations de Steiner, les disciples[Qui ?] ont préconisé le recours à des agendas cosmiques et autres calendriers ésotériques faisant intervenir l'astrologie. Dans ces almanachs la lune dirige les travaux viticoles. Quand une lune montante favorise la montée de la sève, c'est le printemps lunaire, période où il faut greffer et vendanger. En lune descendante, automne lunaire, c'est le moment de la taille. Il existe différents calendriers régissant les pratiques biodynamiques, mais le plus connu reste celui de Maria Thun (1922-2012). Publié chaque année, il se base sur les quatre éléments, théorie que l'autrice emprunte à certaines croyances de l'Antiquité. Elle pensait que « ces éléments sont reliés aux organes des plantes », ce qui lui permettait de « découper l'année en dates favorables à ces différents organes en fonction de la position de la lune tout en y ajoutant une connexion avec les douze constellations zodiacales ». C'est sur ces bases qu'elle faisait apparaître des périodes plus favorables que d'autres en fonction d'« oppositions » ou de « nœuds planétaires ». De plus, pour faciliter la mise en œuvre pratique de l'autosuffisance écologique, son calendrier contient un Calendrier des semis donnant des indications sur les périodes qu'elle considérait comme étant les plus favorables.
Dans la pratique biodynamique, selon les disciples de Steiner[Qui ?], le rythme est une adaptation permanente aux conditions de l'environnement alors que les cadences et les fréquences sont étrangères à la sphère du vivant. En dépit de cette divergence, les rythmes lunaires, planétaires et zodiacaux sont pris en compte, avec une importance variable selon les écoles, pour le travail du sol, les plantations, les récoltes ou l'emploi des préparations biodynamiques,,.
Ainsi, le site internet de la marque de certification de produits issus de la biodynamie Demeter affirme : « La lune et les planètes influencent la croissance des plantes comme les phases de la lune influencent les marées. Ces rythmes sont à respecter autant que possible ».
Le mythe de l'influence de la Lune sur la croissance des plantes a été réfuté par la science, et la comparaison avec l'influence de la Lune sur les marées est infondée, cette dernière s'expliquant par les forces de gravitation. Noëlle Dorion, docteur en physiologie végétale, réfute cette influence sur les plantes dans une publication de synthèse éditée par la Société nationale d'horticulture de France : « qu’il y ait des jours pour les légumes à feuilles, d’autres pour des légumes à racines, d’autres encore pour ceux qui poussent vers le haut ou vers le bas, est une croyance qui relève de la crédulité aux prévisions des horoscopes » et conclut « si ces effets lunaires existent, ils sont non seulement faibles et inutilisables mais pour le moment, inexpliqués ».

### Labourage
Les terres sont parfois labourées avec des animaux de trait. Ce n'est toutefois pas propre à la biodynamie.

## Études et recherches
Rudolf Steiner avait minimisé le rôle physique des éléments nutritifs des plantes et avait souligné que le "flux de forces" était le plus important pour les sols et les cultures. Dans un article scientifique paru en 2021, Holger Kirchmann indique qu'« il n'y a aucune preuve pour étayer l'affirmation de Steiner selon laquelle la science doit "se corriger" sur le rôle nutritionnel des minéraux pour les plantes. Ainsi, l'énoncé (hypothèse) de "forces vives" de Steiner affectant les cultures ne peut être testé, et n'est donc pas falsifiable. Cependant, lorsqu'une hypothèse n'est pas falsifiable, c'est un signe de pseudoscience ».
Plus tôt en 2020, Olga Mayoral et al. passaient en revue les croyances qui poussent certains secteurs agricoles à considérer l'influence lunaire soit comme un stress soit comme un facteur bénéfique lorsqu'il s'agit d'organiser leurs tâches. Pour aborder le lien entre les phases lunaires et l'agriculture d'un point de vue scientifique, ils ont procédé à une revue des manuels et monographies utilisés pour enseigner l'agronomie, la botanique, l'horticulture et la physiologie végétale ; ils ont considéré également la physique qui traite des effets de la Lune sur notre planète. Enfin, ils ont passé en revue la littérature scientifique sur le développement des plantes, en recherchant spécifiquement toute référence directe ou indirecte à l'influence de la Lune sur la physiologie végétale. Les auteurs ont constaté qu'il n'existe aucune preuve scientifique fiable d'une relation entre les phases lunaires et la physiologie des plantes dans les manuels liés à la science des plantes ou dans les articles de revues à comité de lecture justifiant les pratiques agricoles conditionnées par la Lune. Les preuves du domaine de la physique ne soutiennent pas non plus une relation causale entre les forces lunaires et les réponses des plantes. Par conséquent, les pratiques agricoles populaires liées aux phases lunaires n'ont aucun fondement scientifique. Ils encouragent fortement les enseignants impliqués dans l'enseignement des sciences végétales à aborder objectivement les idées pseudo-scientifiques et à promouvoir la pensée critique.

### Revues systématiques de la littérature
Plusieurs revues systématiques rassemblent ces résultats, les principales étant Brock et al. (2019), Castellini et al. (2017) Chalker-Scott (2013), Turinek et al. (2009) et Leiber et al. (2006).
En 2019, Brock et al. publient une revue qui donne un aperçu de 86 publications évaluées par des pairs sur des questions d'alimentation et d'agriculture biodynamiques qui ont été publiées entre 2006 et 2017. Les sujets les plus reconnus étaient la qualité et la santé des sols en agriculture biodynamique par rapport à l'agriculture conventionnelle et biologique, les effets des réparations biodynamiques, la qualité des aliments et la viticulture. L'étude indique des preuves substantielles des effets positifs de la gestion biodynamique sur les agroécosystèmes et la qualité des aliments, c'est-à-dire que :
- La gestion biodynamique crée des effets de système sur les sols, où l'apport de compost joue un rôle crucial.
- Les préparations biodynamiques créent des effets sur la composition chimique et la qualité des aliments.
- La production biodynamique peut améliorer la valeur des aliments en ce qui concerne les propriétés nutritives, le goût et la santé et le bien-être humains.
- La gestion biodynamique améliore la qualité du raisin et les caractéristiques des plantes par rapport à la gestion non biodynamique.

Toutefois, cette étude ne compare pas l'efficacité de ces différents points avec la simple agriculture biologique.
En 2017, Castellini et al. étudient la littérature disponible sur la viticulture biodynamique, en incluant les pratiques et le processus de certification, les caractéristiques et les tendances du marché, les coûts de productions, les stratégies de vente, les attentes et les perceptions des consommateurs, l'évaluation de la qualité des produits (vins) ainsi que l'impact environnemental de la biodynamie.
Les conclusions de Chalker Scott en 2013 sont plus nuancées : « En résumé, les recherches publiées à ce jour dans des revues à comité de lecture fournissent peu de preuves que les préparations biodynamiques améliorent les sols, stimulent les micro-organismes, augmentent les rendements ou la qualité des aliments, ou permettent de contrôler les ravageurs et pathogènes. »
Turinek et al. concluent quant à eux en 2009 que « une part non négligeable des résultats présentés dans des revues scientifiques à comité de lecture et issus d’expérimentations contrôlées de plein champ, ou d’étude de cas, montrent des effets des préparations biodynamiques sur le rendement, la qualité du sol et la biodiversité. De plus, les préparations biodynamiques ont un impact environnemental positif en termes d’utilisation et d’efficacité énergétique. Cependant, le principe mécanique sous-jacent des sciences naturelles des préparations biodynamiques est toujours en cours d'investigation. ». On y apprend en outre que les champs cultivés en biodynamie :
- ont eu des rendements absolus inférieurs à ceux des exploitations agricoles conventionnelles, mais ont atteint une meilleure efficacité de production par rapport à la quantité d'énergie utilisée ;
- avaient des populations de vers de terre et une biomasse plus importantes que les exploitations conventionnelles.

Les auteurs précisent néanmoins que ces deux résultats étaient similaires à ceux obtenus dans les champs cultivés en agriculture biologique. Leur étude conclut que « les résultats ont montré que des recherches supplémentaires sont nécessaires et donc encouragées dans le domaine de la comparaison/détermination de la qualité des aliments, de la sécurité alimentaire, des performances environnementales (par exemple, l'empreinte carbone), et sur les effets des pratiques d'agriculture biodynamique sur les animaux de ferme. »

### Essai DOC et essai Frick du FiBL
Contrairement à l'approche agronomique qui prévalait dans les années 1920 (essais de courte durée sur des paramètres limités), Rudolf Steiner suggéra une approche globale (ou systémique) de recherche transdisciplinaire en lien avec les agriculteurs, dans le cadre d'essais in situ de longue durée. Allant dans cette direction, l'institut de recherche en agriculture biologique en Suisse (FiBL) met en place en 1978 un essai de longue durée qui compare différents systèmes de production : bioDynamique, biologique (Organique) et Conventionnel (essai DOC). Cet essai se poursuit encore aujourd'hui[Quand ?] et a donné lieu à plus de 120 publications scientifiques, la plus significative étant le résultat des 21 premières années de recherche publié dans Science en 2002. Dans cet essai système, la différence entre les modalités biologiques et biodynamiques ne consiste pas uniquement en l'utilisation des préparations biodynamiques, mais compare des stratégies de fertilisation différentes, avec du fumier composté pour la modalité biodynamie et du fumier partiellement décomposé pour le système biologique.
Le bilan de ces 40 années de recherche permet de conclure que « les sols cultivés selon les méthodes de
l’agriculture biologique et, plus particulièrement, de l’agriculture biodynamique renferment davantage d’humus, présentent une plus grande activité biologique, sont plus riches en espèces et produisent moins de gaz à effets de serre ». Par ailleurs, « dans les sols cultivés selon les méthodes biologiques, la masse des micro-organismes est supérieure de 30 % environ et dans les sols cultivés selon les méthodes biodynamiques de 60 % environ par rapport aux parcelles conventionnelles »,,.
Il est important de noter que « comme l'essai DOC porte sur des systèmes entiers, il ne permet pas de faire des affirmations sur l'effet des préparations biodynamiques en elles-mêmes ». Afin d'étudier plus spécifiquement l'effet des préparations biodynamiques, le FiBL a lancé en 2002 l'essai Frick où, après 15 années d'expérimentation « l'utilisation de préparations biodynamiques n'a produit que des effets limités certaines années ».

### Changement climatique et adaptation des plantes
Une étude de l'Institut national de la recherche agronomique (INRA) publiée en 2018 dans la revue Scientific Reports conclut que l'adaptation des plantes aux menaces climatiques est plus importante en biodynamie comparé au système conventionnel, suggérant que la durabilité des pratiques biodynamiques reposerait sur des régulations moléculaires fines. Cependant, cette étude n'inclut pas de témoin biologique, de sorte qu'il n'est pas possible de déterminer si les pratiques biodynamiques sont en effet efficaces.

### Qualité alimentaire et gustative
D'après Castellini et al., de nombreuses études tentent d'explorer la perception de la qualité organoleptique des vins et révèleraient des différences entre les vins biologiques et biodynamiques. En 2021, une étude de Delmas & Gergaud basée sur 128 182 vins, suggèrent que les labels certifiés biologiques et biodynamiques par des tiers conduisent à des notes améliorées (+ 6,2 et + 5,6 points de pourcentage respectivement) par rapport aux vins conventionnels.

## Critiques des pratiques agricoles relevant de la biodynamie
Rudolf Steiner n'avait aucune formation agricole ni de réel contact avec le monde paysan, et n'a jamais cherché à argumenter ses affirmations sur le sujet, ni surtout à vérifier l'efficacité pratique de ses recommandations (il est mort l'année suivant la publication de son unique ouvrage sur le sujet).
L'emploi de préparations reposant sur des principes ésotériques, dont la prise en considération de l'influence supposée des rythmes lunaires et planétaires différencie principalement l'agriculture biodynamique de l'agriculture biologique.
Ce système de production respecte les principes de base de l'agriculture biologique, mais n'est pas plus efficace pour autant. Les deux approches se distinguent par les dimensions ésoteriques de l'agriculture biodynamique, et l'efficacité revendiquée de la biodynamie relève de la pensée magique.
Découlant des théories de Rudolf Steiner, la biodynamie peut être vue comme un avatar agronomique de l'anthroposophie. Plusieurs critiques, comme Michel Onfray, pointent ainsi le fait que la démarche anthroposophique est fondée sur la seule intuition de son fondateur : s'opposant à la rationalité scientifique, celui-ci évite systématiquement dans ses œuvres d'avoir à prouver ses affirmations, qui se résument donc à des certitudes auxquelles on n'adhère que par la foi. Du fait qu'une grande partie des affirmations réfutables de Steiner ont depuis été balayées par les progrès de la biologie (qu'il s'agisse des propriétés des produits utilisés ou de l'influence des constellations), l'ensemble de son système de pensée s'en trouve très fragilisé.
Onfray voit ainsi dans l'anthroposophie une dérive ésotérique du vitalisme, courant philosophique dont il se réclame lui-même. Il critique notamment l'agriculture biodynamique dans son livre Cosmos : une ontologie matérialiste, arguant que l'utilisation des crânes d'animaux pour la culture vinicole au titre de supposées influences dans le goût du vin obtenu n'avait aucun effet sensible et ne constituait qu'une superstition sans fondement gustatif[réf. à confirmer]. Il ajoute que cette supercherie en apparence anodine est préoccupante quand elle sert de cheval de Troie à des idéologies steineriennes plus graves :

« Qu'un vin soit imbuvable, rien de bien grave. Que des agriculteurs vendent sur le marché des produits ayant goûté de l'extrait d'achillée en vessie de cerf ou de l'écorce de chêne dans le crâne de son chat domestique, rien de dramatique non plus. Mais que des médicaments et des soins soient prodigués à des malades ou des enseignements à de jeunes enfants selon les principes astrologiques, occultistes, ésotériques de l'anthroposophie, voilà qui est plus grave »

— Onfray.
Dans son ouvrage Bacchus et moi, l'écrivain américain Jay McInerney cite Stuart Smith, qui tient le blog Biodynamics is a Hoax (« La biodynamie est un canular »), où il écrit que « la biodynamie est une imposture et mérite le même niveau de respect que celui que nous accordons à la sorcellerie », ou encore, à propos de Rudolf Steiner : « Rudolf Steiner était complètement cinglé. C'était un charlatan doué d'une formidable imagination, une sorte de Timothy Leary défoncé au LSD avec le talent de Phineas Taylor Barnum pour le show-business ».
Le journaliste Jean-Baptiste Malet considère que la biodynamie se distingue de l'agriculture biologique notamment parce qu'elle n'englobe pas seulement des techniques agricoles, mais aussi des rituels de nature mystique : « Le paysan qui accepte de se plier au cahier des charges de Demeter, la marque de certification des produits agricoles cultivés en biodynamie, ne se borne pas à produire des fruits ou des légumes biologiques — cette sorte de druidisme lui impose de manipuler des cornes remplies de bouse et des vessies de cerf et de respecter un calendrier cosmique. Comme pour des viandes halal ou kasher, les vins et carottes biodynamiques signalent qu’ils respectent une codification rituelle ».

## Dans le monde

### France
Plusieurs foires tournant autour de l'écologie présentent la biodynamie.
Le domaine de la ferme de Truttenhausen est cultivée en biodynamie. C'est aussi le cas du domaine de Saint-Martin-du-Tertre et Rosoy.

### Suède
Sur l’île de Djurgarden se trouve le Rosendals Trädgard, un jardin potager cultivé en biodynamie,.

### Bandes dessinées
- La série Cosmo Bacchus (trois tomes, parus en 2018, 2019, 2020), par Jean-Benoît Meybeck, est une enquête consacrée à l'agriculture biodynamique.
- Les ignorants, récit d'une initiation croisée, Etienne Davodeau, Futuropolis, 2011